# Sepedophilus nigripennis
Sepedophilus nigripennis – gatunek chrząszcza z rodziny kusakowatych i podrodziny Tachyporinae.

## Taksonomia
Gatunek opisany został w 1832 roku przez Jamesa Francisa Stephensa jako Tachyporus nigripennis.

## Opis
Chrząszcze o ciele długości od 2,5 do 3 mm, w całości owłosionym i drobno punktowanym. Boki pokryw pozbawione szczecinek. Piąty człon czułków wydłużony. Przedplecze i pokrywy bez zauważalnych żółtych wzorów. Czułka w całości żółte. Ciało rudożółte. Pokrywy prawie tak długie jak przedplecze i mniej poprzeczne niż u Sepedophilus pedicularius. Odnóża żółte.

## Ekologia
Kusakowaty ten preferuje ciepłe stanowiska, gdzie żyje między innymi między korzeniami traw.

## Rozprzestrzenienie
Gatunek zasiedla Europę, Kaukaz, Algierię i Libię. Występuje również w Polsce.